# Hohenthal (Dieterskirchen)
Hohenthal ist ein Gemeindeteil von Dieterskirchen im Oberpfälzer Landkreis Schwandorf (Bayern).

## Geographische Lage
Hohenthal liegt ungefähr drei Kilometer nordöstlich von Dieterskirchen und etwa zwei Kilometer südwestlich der Bundesstraße 22 im Aschatal.

## Geschichte
Zum Stichtag 23. März 1913 (Osterfest) wurde Hohenthal als „Teil der Pfarrei Dieterskirchen mit drei Häusern und 18 Einwohnern“ aufgeführt.
Hohenthal wurde 1964 als „Ortsteil der Gemeinde Dieterskirchen“ verzeichnet.
Am 31. Dezember 1990 hatte Hohenthal 9 Einwohner und gehörte zur Pfarrei Dieterskirchen.